# Naturschutzgebiet Bohnerzgruben Färberwiesli
Das Naturschutzgebiet Bohnerzgruben Färberwiesli in der Gemeinde Beringen SH im Kanton Schaffhausen, Schweiz ist eine ehemalige Erzabbaustätte und Biotop- und Artenschutzgebiet mit der Kategorie IV der International Union for Conservation of Nature and Natural Resources (IUCN). Der geschützte Anteil der Bohnerzgrube hat eine Fläche von 2,56 Hektar (ha) und beherbergt gesamtschweizerisch stark gefährdete Amphibien, die unter nationalen Schutz stehen.

## Lage
Das Schutzgebiet liegt nahe der Gemarkungsgrenze 500 Meter nördlich des Haltepunkts «Beringerfeld» am Strassenzug Neuhaldenweg – Kistenpass. Es befindet sich auf einer mittleren Höhe von 565 Meter über Meer. Westlich liegt die 603 m. ü. M. hohe «Hauhalde» des Beringer Randen, östlich die «Tüüfels-Chuchi» (auch Teufelsküche), nordöstlich das «Chlü-Eschmertaal» als Abschluss des Eschheimertals. Das Naturschutzgebiet Eschheimer Weiher mit einer aufgelassenen Lehmgrube ist nur 500 Meter entfernt.

## Schutzstatus
Das Gebiet ist im Bundesinventar des Bundesamts für Umwelt (BAFU) als «Amphibienlaichgebiet von nationaler Bedeutung (IANB SH31)» aufgeführt. Es ist seit 2001 als Naturschutzgebiet mit dem CDDA-Sitecode «348325» der Europäischen Umweltagentur (EUA) ausgewiesen. Das eigentliche Feuchtgebiet hat eine Fläche von 0,61 ha. Das Färberwiesli ist zudem kantonales Schutzobjekt (RP Nr. 129/21), die benachbarte Teufelsküche und Hüllsteinwiese kantonales Schutzobjekt (RP Nr. 124/15).

## Entstehung und Geschichte
Auf dem Randen bildete sich unter einem Lehmdeckel Bohnerz. Die etwa zwei Zentimeter grossen Knollen aus Brauneisenstein haben einen relativ hohen Eisen-Gehalt. Aus der «Ysenschmitten» wurde 1693 das Eisenwerk im Laufen. Johann Conrad Fischer (Georg Fischer AG) und Johann Georg Neher haben seit dem Anfang des 19. Jahrhunderts Bohnerz «im grossen Stil verhüttet». Das Erz wurde im Tagebau abgebaut. Aus den aufgelassenen Gruben entwickelten sich Wasserlöcher und Biotope. Naturschützer verhinderten die Verfüllung der Gruben.

## Fauna und Flora

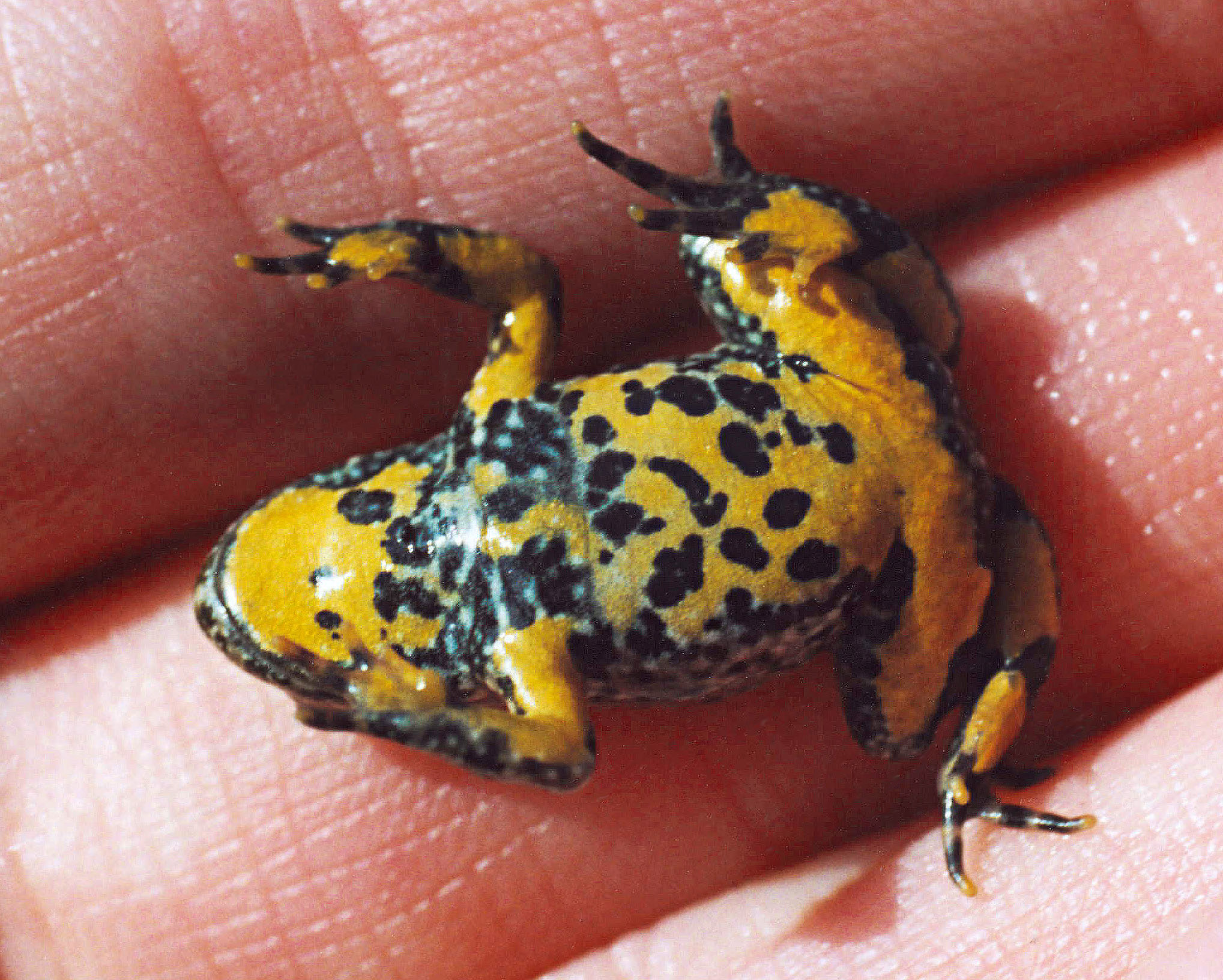
Die stark gefährdete Gelbbauchunke, 2014 Lurch des Jahres (Jungtier)

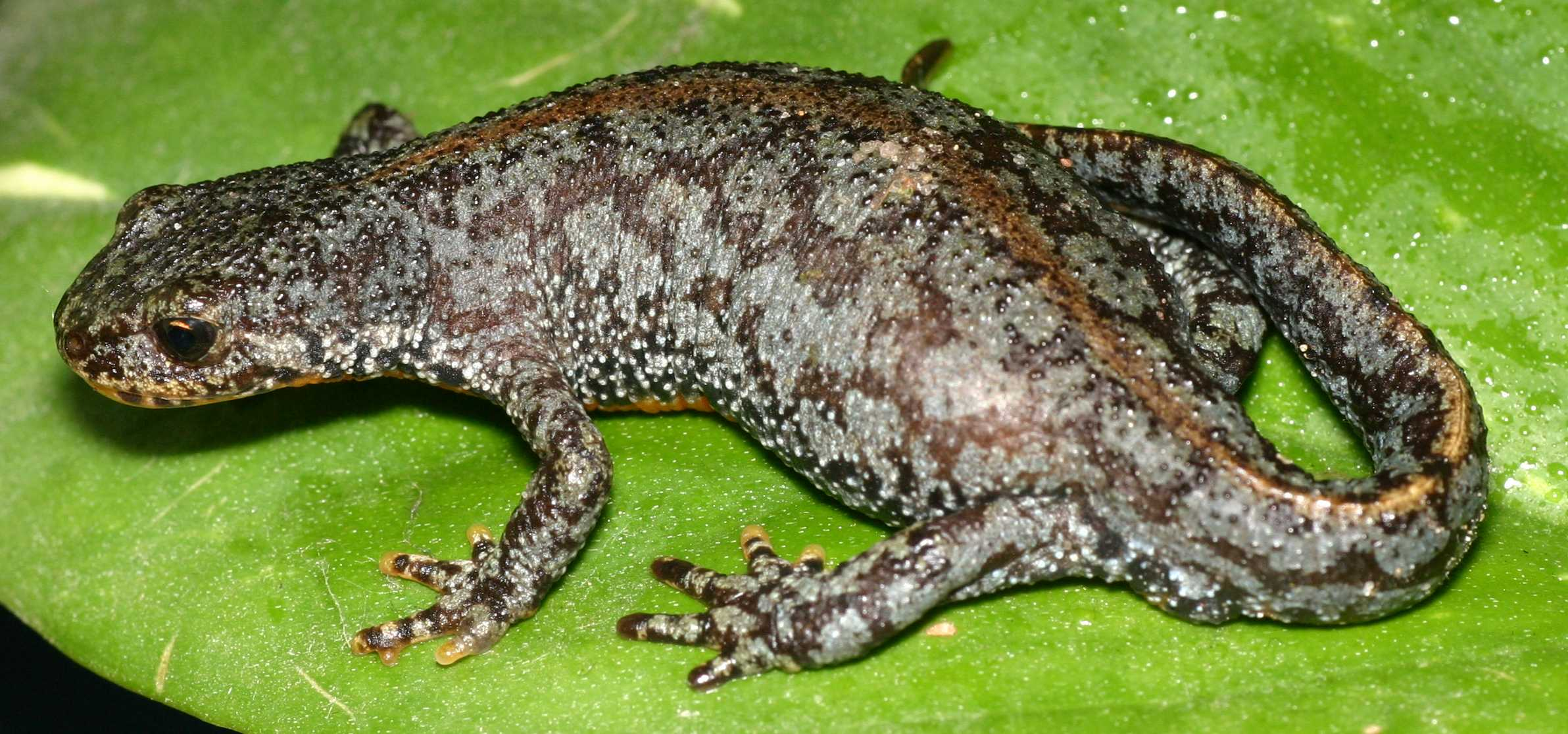
Der Bergmolch, 2019 Lurch des Jahres (Weibchen in Wassertracht)

Amphibien sind seit 1967 bundesrechtlich geschützt und gehören zu den am stärksten gefährdeten Artengruppen. Ihr Anteil an Arten in der Roten Liste beträgt siebzig Prozent. Abbaugebiete wie Erzgruben bieten Amphibienarten, die auf dynamische Lebensräume angewiesen sind, sehr wichtige Sekundärlebensräume. In derartigen Gewässern können stark gefährdete Arten wie Gelbbauchunke und Laubfrosch gefördert werden.
Das Gebiet der Erzgruben hat einen kleinen bzw. im Umfang nicht bekannten Bestand von Gelbbauchunken (Bombina variegata), Nördlicher Kammmolchen (Triturus cristatus), Gras- (Rana temporaria) und Springfröschen (Rana dalmatina). Eine mittlere Population haben Laub- (Hyla arborea) und Wasserfrösche (Pelophylax sp.) sowie Gemeine Geburtshelfer- (Alytes obstetricans) und Erdkröten (Bufo bufo). Häufig anzutreffen sind Bergmolche (Ichthyosaura alpestris) (Stand 2001). Arten wie Gelbbauchunke, Laubfrosch und Kammmolch sind gesamtschweizerisch stark gefährdet.
Das Gebiet «Tüüfels-Chuchi – Färberwiesli – Aachhölzli» beherbergt auf kleiner Fläche viele verschiedene, teils seltene, Waldgesellschaften. Wertvolle Schutzobjekte sind Standorte von Diptam, Küchenschellen, Weissmoos und anderen seltenen Pflanzen. Zu den Insekten des feuchten und schattigen Gebiets gehören Trauermantel, Grosser Schillerfalter, im sandigen Boden der Maiwurm (Ölkäfer). Erhaltenswert ist das Landschaftsbild einer «kleinen Schlucht» mit einer Fledermaushöhle.
Das Färberwiesli ist als «ehemalige Lehmgrube» (sic!) unter der Nummer «zwei» als Gewässer und Feuchtgebiet sowie Trockenstandort im Naturschutzinventar der Gemeinde verzeichnet. Eine Klassifikation als «kulturhistorische Zone» besteht nicht. Bohnerzlöcher von derartiger Bedeutung sind auf Gemeindegebiet: Agneeserhau, Bem Randeturm, Hemmingacker, Häxeplatz – Häxeweier, Süüstelerhau und Widehau.

## Weitere Amphibienlaichgebiete von nationaler Bedeutung in der Nähe
- Naturschutzgebiet Bohnerzgruben Chäferhölzli, Stadt Schaffhausen
- Naturschutzgebiet Eschheimer Weiher, Gemeinde Beringen

## Belege
1. ↑  bafu.admin.ch: Amphibienlaichgebiete-Inventar: Objektbeschreibungen. (Abgerufen am 27. November 2021)
2. ↑  fedlex.admin.ch: Liste der Amphibienlaichgebiete von nationaler Bedeutung – ortsfeste Objekte: Amphibienlaichgebiete-Verordnung (AlgV). (Publikationsplattform des Bundesrechts, abgerufen am 27. November 2021)
3. ↑  Schlüssel.Nummer: CH05_140031.
4. 1 2 3  beringen.ch: Änderungen Naturschutzinventar. (Stand: 2. November 2018; PDF)
5. ↑  Lokalzeitung für Neuhausen am Rheinfall und Umgebung: Mit Robert Steinemann unterwegs zu den Bohnerzlöchern und den Eichen im Chäferhölzli. Ausgabe Nr. 5 (2. Jahrgang) vom 31. Januar 2013. Seite 5.
6. ↑  karch.ch: Amphibienlaichgebiete nationaler Bedeutung IANB. (Abgerufen am 27. November 2021)
7. ↑  karch.ch: Amphibien fördern in Abbaugebieten. (Abgerufen am 27. November 2021)